# 水達達路
水達達路，元朝时设置的路。
大德年间，划开元路部分区域设置水达达路，隶属于辽阳行省。水达达路，土地旷阔，人民散居。元朝初年设五个军民万户府，分领混同江（今松花江）南北之地。相当于今松花江依兰县以下黑龙江沿岸直至库页岛，还有乌苏里江流域，齐齐哈尔市以东和肇东市肇源以北。其居民都是水达达、女直。元朝并在黑龙江下游设置征东元帅府。

## 行政区划

黑龙江博物馆的管水达达民户达鲁花赤之印（复制品）

- 桃温军民万户府（治所遗址在今黑龙江省汤原县香兰镇），距上都四千里。
- 胡里改军民万户府（在今黑龙江省依兰县喇嘛庙），距上都四千二百里、大都三千八百里。 有胡里改江（今牡丹江）并混同江，又有合兰河（今图们江）流入于海。
- 斡朵怜军民万户府（在今黑龙江省依兰县牡丹江对岸马大屯）。
- 脱斡怜军民万户府（即今黑龙江省桦川县东北宛里古城）。
- 孛苦江军民万户府（即今黑龙江省齐齐哈尔市嫩江附近或富锦市西南古城）。